# Cờ vây tại Đại hội Thể thao châu Á 2022
Cờ vây tại Đại hội Thể thao châu Á 2022 được tổ chức tại Hangzhou Qiyuan(Zhili) Chess Hall, Hàng Châu, Trung Quốc, từ ngày 24 tháng 9 đến 3 tháng 10 năm 2023.

## Lịch thi đấu
| SL | Vòng sơ loại | ¼ | Tứ kết | ½ | Bán kết | CK | Chung kết |

| ND↓/Ngày →   | 24/9 CN | 25/9 Thứ 2 | 26/9 Thứ 3 | 27/9 Thứ 4 | 28/9 Thứ 5 | 28/9 Thứ 5 | 29/9 Thứ 6 | 30/9 Thứ 7 | 1/10 CN | 2/10 Thứ 2 | 3/10 Thứ 3 |
| ------------ | ------- | ---------- | ---------- | ---------- | ---------- | ---------- | ---------- | ---------- | ------- | ---------- | ---------- |
| Đơn nam      | SL      | SL         | SL         | ¼          | ½          | CK         |            |            |         |            |            |
| Đồng đội nam |         |            |            |            |            |            | SL         | P          | SL      | ½          | CK         |
| Đồng đội nữ  |         |            |            |            |            |            | SL         | SL         | SL      | ½          | CK         |

## Quốc gia tham dự
Tổng cộng 83 vận động viên đến từ 10 quốc gia tham gia tranh tài bộ môn Cờ vây tại Đại hội Thể thao châu Á 2022:
- Trung Quốc (10)
- Hồng Kông (10)
- Nhật Bản (8)
- Ma Cao (2)
- Malaysia (10)
- Mông Cổ (8)
- Singapore (5)
- Hàn Quốc (10)
- Đài Bắc Trung Hoa (10)
- Thái Lan (10)

## Danh sách huy chương
| Nội dung     | Vàng | Bạc                                                                                            | Đồng                                                                                       |
| ------------ | --- | ---------------------------------------------------------------------------------------------- | ------------------------------------------------------------------------------------------ |
| Đơn nam      | Hsu Hao-hung · Đài Bắc Trung Hoa                                                                            | Ke Jie · Trung Quốc                                                                            | Shin Jin-seo · Hàn Quốc                                                                    |
| Đồng đội nam | Hàn Quốc (KOR) · Byun Sang-il · Kim Myung-hun · Lee Ji Hyun · Park Jeong-hwan · Shin Jin-seo · Shin Min-jun | Trung Quốc (CHN) · Ke Jie · Li Qincheng · Mi Yuting · Yang Dingxin · Yang Kaiwen · Zhao Chenyu | Nhật Bản (JPN) · Ryo Ichiriki · Yuta Iyama · Atsushi Sada · Kotaro Seki · Toramaru Shibano |
| Đồng đội nữ  | Trung Quốc (CHN) · Li He · Wang Yubo · Wu Yiming · Yu Zhiying                                               | Hàn Quốc (KOR) · Choi Jeong · Kim Chae-young · Kim Eun-ji · Oh Yu-jin                          | Nhật Bản (JPN) · Rina Fujisawa · Asami Ueno · Risa Ueno                                    |

## Bảng tổng sắp huy chương
| Hạng               | Đoàn                    | Vàng | Bạc | Đồng | Tổng số |
| ------------------ | ----------------------- | ---- | --- | ---- | ------- |
| 1                  | Trung Quốc (CHN)        | 1    | 2   | 0    | 3       |
| 2                  | Hàn Quốc (KOR)          | 1    | 1   | 1    | 3       |
| 3                  | Đài Bắc Trung Hoa (TPE) | 1    | 0   | 0    | 1       |
| 4                  | Nhật Bản (JPN)          | 0    | 0   | 2    | 2       |
| Tổng số (4 đơn vị) | Tổng số (4 đơn vị)      | 3    | 3   | 3    | 9       |